# Cuộc đối đầu ngoạn mục
Cuộc đối đầu ngoạn mục - Reset (tiếng Hàn: 리셋; Romaja: Riset) là một bộ phim truyền hình Hàn Quốc năm 2014 với sự tham gia của Chun Jung-myung và Kim So-hyun. Phim được phát sóng trên OCN vào Chủ nhật lúc 23:00 từ ngày 24 tháng 8 đến ngày 26 tháng 10 năm 2014 với 10 tập.

## Nội dung
15 năm trước, Kim Seung Hee bị giết là mối tình đầu của công tố viên Cha Woo Jin. Sau đó anh gặp một nữ sinh trung học tên là Jo Eun Bi, người có khuôn mặt giống người yêu của mình. Và rồi hàng loạt sự kiện xảy ra sau đó... cuộc đối đầu giữa công tố viên Woo Jin và tên tội phạm biệt danh X, kẻ giết người bí ẩn.  Quá khứ đau buồn mà Woo Jin muốn quên đi lại một lần nữa được khơi dậy sau 15 năm.

## Diễn viên
- Chun Jung-myung trong vai Cha Woo-jin
- Kim So-hyun trong vai Jo Eun-bi / Choi Seung-hee
- Park Won-sang làm Điều tra viên Đi
- Shin Eun-jung làm trưởng phòng Han
- Song Ha-yoon trong vai Choi Yoon-hee
- Kim Hak-chul làm chủ tịch tập đoàn GK Kim
- Choi Jae-woong trong vai Công tố viên Kim Dong-soo
- Jung Kyu-soo là công tố viên trưởng
- Kim Hak-chul làm chủ tịch tập đoàn GK Kim
- Choi Soo-han khi còn trẻ Cha Woo-jin
- Choi Hyo-eun trong vai cô Jang
- Yeom Ji-young trong vai nhà báo Lee Young-na
- Kim Min-jae trong vai công viên thám tử
- Lee Yeon làm thư ký của Chủ tịch Kim
- Yoon Park trong vai Kim In-seok
- Kim Young-jae làm bác sĩ tâm thần

## Rating
| Tập phim | Ngày phát sóng            | Xếp hạng NiGB của AGB |
| Tập phim | Ngày phát sóng            | Đánh giá trung bình   |
| -------- | ------------------------- | --------------------- |
| 1        | Ngày 24 tháng 8 năm 2014  | 1,27%                 |
| 2        | Ngày 31 tháng 8 năm 2014  | 0,90%                 |
| 3        | Ngày 7 tháng 9 năm 2014   | 0,65%                 |
| 4        | Ngày 14 tháng 9 năm 2014  | 0,78%                 |
| 5        | Ngày 21 tháng 9 năm 2014  | 0,61%                 |
| 6        | Ngày 28 tháng 9 năm 2014  | 0,68%                 |
| 7        | Ngày 5 tháng 10 năm 2014  | 0,71%                 |
| số 8     | Ngày 12 tháng 10 năm 2014 | 0,61%                 |
| 9        | Ngày 19 tháng 10 năm 2014 | 0,55%                 |
| 10       | Ngày 26 tháng 10 năm 2014 | 0,84%                 |

Lưu ý: Bộ phim này phát sóng trên kênh truyền hình cáp / truyền hình trả tiền có lượng khán giả tương đối nhỏ so với các đài truyền hình / đài truyền hình công cộng miễn phí (KBS, MBC, SBS và EBS).